# Villanders
Villanders ([fɪˈlandɐs]; italienisch Villandro) ist eine italienische Gemeinde mit 1892 Einwohnern (Stand 31. Dezember 2023) in Südtirol. Sie befindet sich im Eisacktal oberhalb von Klausen.

## Geographie

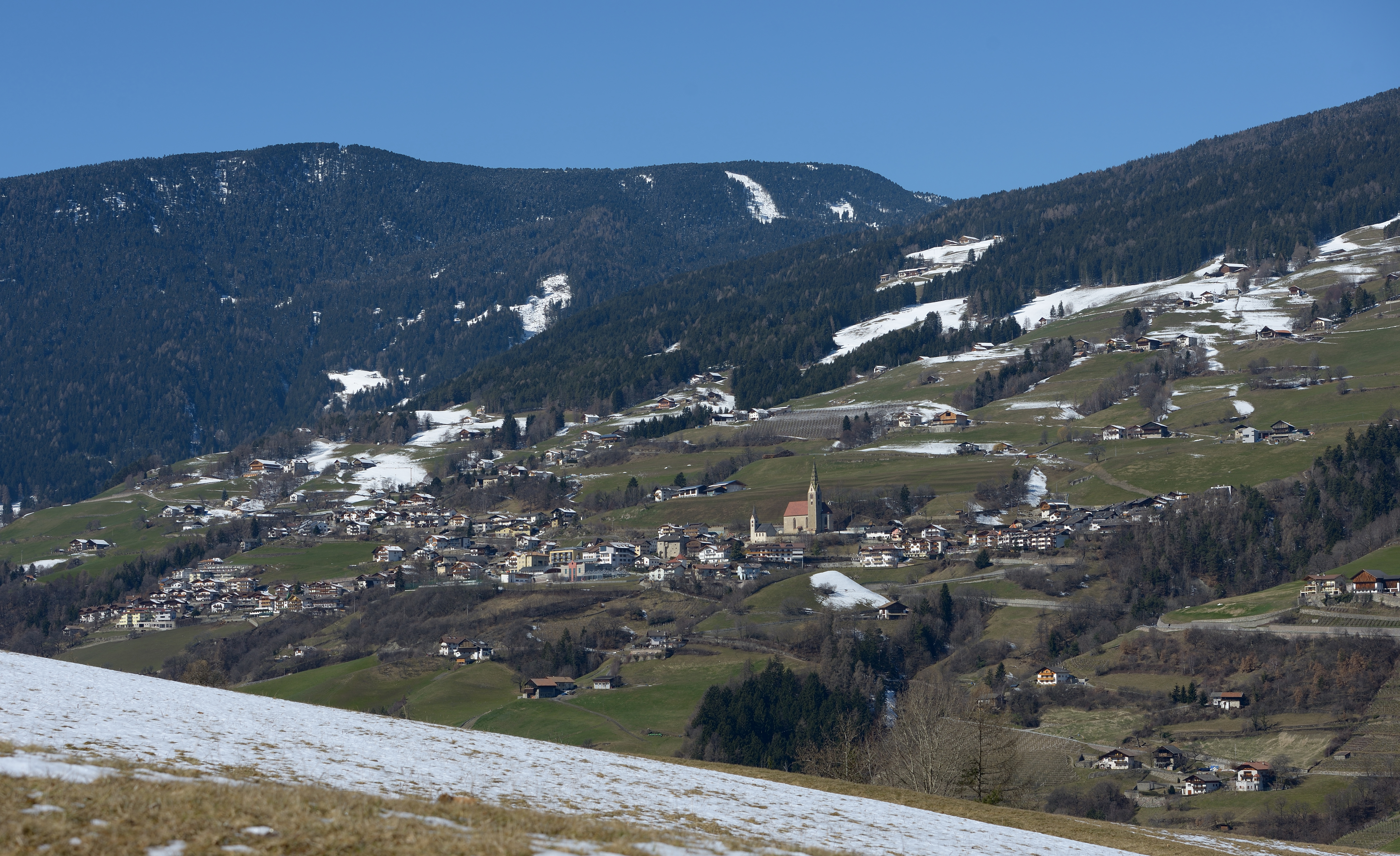
Ansicht von Villanders von NO

Die Gemeinde Villanders liegt im Eisacktal auf der orographisch rechten, westlichen Talseite. Das Gemeindegebiet zieht sich vom Eisack bis zu Gipfeln der Sarntaler Alpen hinauf. Der Großteil des Siedlungsgebiets befindet sich in Mittelgebirgslagen. Die drei Fraktionen St. Stefan, St. Moritz und St. Valentin werden durch von Bachläufen tief eingeschnittene Gräben voneinander getrennt. Das einzige Dorf, der zentrale Hauptort St. Stefan, liegt auf 880 m Höhe. St. Moritz (mit der Ortschaft Sauders) und St. Valentin bestehen aus kleinen Siedlungskernen und verstreuten Gehöften. Darüber erstreckt sich etwa ab 1750 m Höhe die weitläufige Villanderer Alm. Dort befinden sich die Quellgebiete sowohl des Villanderer Bachs (oder Mühlbachs) als auch des Tinnebachs, der nach seinem Lauf durch das Tinnetal im nördlich direkt an Villanders angrenzenden Stadtgebiet von Klausen in den Eisack mündet. Seinen höchsten Punkt findet die Gemeinde am Villanderer Berg auf 2509 m.

## Geschichte

### Name
Villanders wird ersturkundlich in den Gründungsaufzeichnungen von Stift Sonnenburg im Pustertal im Jahr 1039 als „Filandres“ genannt. 1085 erscheint es bereits als „Filanders“, später als „Vilanders“ oder „Vylanders“.
Die Herkunft des Ortsnamens Villanders, ladinisch auch Ulándres, konnte bis heute nicht restlos geklärt werden. Er wird jedoch aufgrund seines Suffixes -andr- wie Schlanders auf vorrömische Ursprünge zurückgeführt. Andere Sprachforscher versuchten römische Wurzeln ausfindig zu machen (z. B. „villa antrorum“ oder „valles antri“) bzw. den Villanderer Bach als namensgebend auszumachen. In Villanders selbst kursiert die – mit Sicherheit ins Reich der Sagen gehörende – Erzählung, der Ort habe früher auch „Schönberg“ geheißen, wäre jedoch von einem Erdrutsch verwüstet worden und habe nachher „viel anders“ ausgesehen.

### Ur- und Frühgeschichte
Der sonnige Hang von Villanders hat vermutlich bereits in sehr früher Zeit Siedler angezogen, die auf den fruchtbaren Moränenböden von Villanders gute Lebensbedingungen vorgefunden haben. Für das angrenzende Sarntal konnte bereits nachgewiesen werden, dass dieses und die umliegenden Berge, zu denen auch der Villanderer Berg und die Villanderer Alm zu zählen sind, mindestens seit der Mittelsteinzeit vom Menschen aufgesucht und auch wirtschaftlich genutzt wurde. Auch auf der gegenüberliegenden Seite des Eisacktales, auf der Seiser Alm und im Bereich der Raschötz, belegen Funde die Existenz mittelsteinzeitlicher Jägergruppen. Diese Funde, sowie die landschaftliche Beschaffenheit der Villanderer Alm, die ein ideales Weidegebiet für Steinböcke, das bevorzugte Jagdtier mittelsteinzeitlicher Jäger, darstellt, legen den Schluss nahe, dass die gesamte Villanderer Alm bereits zu dieser Zeit im Sommer als Jagdrevier genutzt wurde. Im Villanderer Dorfgebiet trat bei Ausgrabungen in der archäologischen Zone am Plunacker, eine mittelsteinzeitliche Kulturschicht zum Vorschein, die Steingeräte aus Silex aus dem 8. bzw. 7. Jahrtausend v. Chr. enthielt.
Mit der ab dem Jahr 5000 v. Chr. einsetzenden Jungsteinzeit (Neolithikum) bestimmten in Südtirol Ackerbau und Haustierhaltung das nun sesshafte Leben. Die Mittelgebirgslandschaft in Villanders bot dafür günstige Bedingungen. Die Funde in der archäologischen Zone Plunacker in Villanders zählen zu den wichtigsten dieser Epoche im gesamten Alpenraum. Funde aus dem Neolithikum auf der Villanderer Alm belegen auch die Anwesenheit von Menschen in höheren Lagen, lassen aber keinen Rückschluss auf eine landwirtschaftliche Nutzung der Alm im engeren Sinne zu.
Die Funde aus der Jungsteinzeit und der anschließenden Kupferzeit sind spärlich. Auf dem Plunacker in Villanders ist die Kupferzeit durch einen Hüttengrundriss belegt, einer der wenigen Funde dieser Art im Alpenraum. Aufgrund einer im 4. Jahrtausend einsetzenden Klimaverschlechterung verlagerte sich der Schwerpunkt auf die Viehhaltung in Wald- und Almweiden. Den Bergen wurde neben der wirtschaftlichen Nutzung, aber auch ein übersinnlich-kultischer Charakter beigemessen.
In der Bronzezeit (2200 – 800 v. Chr.) erleichterte eine erneute Klimaverbesserung den Ackerbau selbst in höheren Lagen. Zwar wurden in Villanders aus dieser Epoche relativ wenige Funde gemacht (eine Ausnahme bilden die Brandopferplätze vom Seeberg), jedoch legen Funde in umliegenden Ortschaften (Brixen, Saubach, Barbian) eine durchgehende Siedlungsgeschichte nahe. Wahrscheinlich wurde bereits jetzt Bergbau betrieben und das gewonnene Kupfer nach Süden, an den Gardasee und in die Poebene verkauft. Der mediterrane Einfluss auf den Südalpen-Raum zeigt sich nun auch in der Geisteswelt: nach etruskischem Vorbild wurde die Schrift eingeführt und die Vorstellung der Götterwelt ähnelte der griechischen bzw. der italisch/etruskischen.

### Römerzeit
Die Römerzeit im heutigen Südtirol beginnt spätestens mit dem Kaiser Augustus (31 v. – 14 n. Chr.) und geht bis ins 5. und 6. Jahrhundert n. Chr. Das Gebiet um Villanders war zu dieser Zeit durchgehend besiedelt, jedoch weiterhin bloß punktuell. Die einzigen Funde wurden bisher auf dem Plunacker gemacht. Hier entdeckte man Überreste einer großen und prachtvoll ausgestatteten, römischen Villa. Der Bereich zwischen dem Ritten und Villanders lag zu dieser Zeit im Grenzgebiet zwischen Trient/Tridentum, Noricum und Rätien, mangels Funden ist eine konkrete Zuschreibung jedoch nicht möglich.

### Mittelalter
Wie in anderen Gegenden Südtirols sind Spuren aus dem Früh- und Hochmittelalter (ca. 500–1350 n. Chr.) auch in Villanders sehr selten. Zwar lässt sich eine Siedlungskontinuität annehmen, aber es ist bisher nicht geglückt, die ungebrochene Bewohnung eines Hofes von der Spätantike bis zum Hochmittelalter zu belegen.

### Die Herren von Vilanders

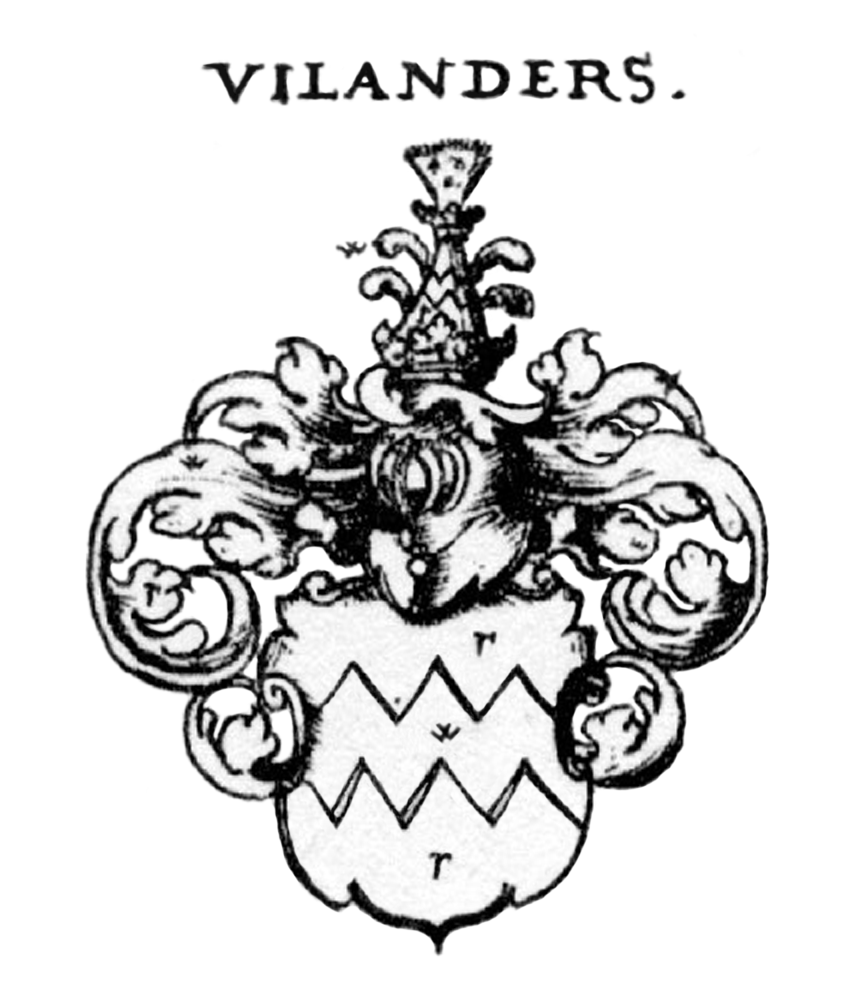
Wappen der Vilanders

Der Titel „Herren von Vilanders“ bezeichnete eines der mächtigsten Adelsgeschlechter im Tirol des Mittelalters, das seine Heimat in Villanders hatte. Es handelte sich ursprünglich um Großbauern, die in großen, ansitzartigen Höfen in Villanders wohnten, etwa dem Ansitz Pardell, dem Ansitz Gravetsch oder dem Ansitz zum Steinbock (heute Gasthaus), und danach bestrebt waren, ihren Besitz zu erweitern und an politischem Einfluss zu gewinnen.
Die erste Erwähnung der Herren von Vilanders findet sich in kirchlichen Urkunden aus der ersten Hälfte des 12. Jahrhunderts. Der Zusatz „von Vilanders“ wurde im Laufe des 13. Jahrhunderts immer gebräuchlicher und wurde von verschiedenen Familien, die untereinander nicht in verwandtschaftlichem Verhältnis standen, verwendet. Nichtsdestoweniger sprachen sich die Mitglieder der verschiedenen Linien der von Vilanders mit „Vetter“ an und setzten sich gegenseitig als Erben ein. Sie verband ein großes Traditionsbewusstsein und ein enges Zusammengehörigkeitsgefühl. Die Stammreihe der Herren von Vilanders setzt mit Ekkehard I. von Villanders (1176–1183) ein und teilt sich in der Folge in zwölf Seitenlinien.
Zunächst etablierten sich die Herren von Vilanders als Ministerialen der Brixner und Trienter Bischöfe und im Gericht Villanders, das innerhalb der Grafschaft Bozen einen eigenen Gerichtssprengel bildete. Ihnen wurden Burgen zur Überwachung an strategisch wichtigen Punkten anvertraut, so z. B. die Trostburg, die vom Grafen Meinhard dem Richter von Villanders, Randold von Vilanders zu Pradell übergeben wurde, welcher daraufhin zum Stammvater der Grafen von Wolkenstein und damit auch Ahne des großen mittelalterlichen Sängers Oswald von Wolkenstein wurde.
Unter dem Tiroler Grafen Meinhard II. (1258–1295) begann der politische Aufstieg der Herren von Vilanders. Sie bekleideten in zunehmendem Maß Ämter als Richter, Pfleger, Domherren und Dekane und nahmen die Interessen des Adels auf den Tiroler Landtagen wahr. Unter den Söhnen Meinhards II., Otto, Ludwig und Heinrich konnten die Herren von Vilanders schließlich ihre Stellung endgültig festigen und sogar in höhere soziale Schichten aufsteigen. Ihre Besitztümer erstreckten sich nun von Sterzing bis Bozen, ins Pustertal, nach Villnöß und ins Grödner Tal, aber auch in Tramin, Buchenstein (Livinallongo), Feltre und Belluno besaßen sie Schlösser und Gerichte. Die beiden bedeutendsten Vertreter der Herren von Vilanders waren Engelmar und Tegen von Vilanders. Die Gelder für diese vielen Besitztümer erwarben sie sich vor allem in den italienischen Kriegszügen, so kämpften sie etwa an der Seite der Skaliger von Verona gegen Padua.
Zwischen dem bayrischen Herzogtum der Wittelsbacher, den Habsburgern und den Luxemburgern, die gerade in den Besitz Böhmens gelangt waren, bildete sich im 14. Jahrhundert ein erbittertes Ringen um Tirol, aus dem schlussendlich die Luxemburger siegreich hervorgingen: der Tiroler Landesfürst Heinrich von Tirol-Görz gab dem Luxemburger Prinzen Johann Heinrich seine Erbtochter Margarete, die später mit dem Beinamen „Maultasch“ in die Tiroler Geschichte eingehen sollte. Da Tirol als Passland zwischen Norden und Süden eine große Bedeutung zukam, missfiel sowohl den Bayern als auch den Habsburgern, dass sich die Luxemburger in Tirol festsetzen wollten. Die Verbindung der Tiroler und Luxemburger ließ sie ihre alte Feindschaft vergessen und einen Vertrag mit dem Ziel die Herrschaft der Luxemburger in Tirol zu verhindern, schließen. Da die Ehe zwischen Margarethe und Johann Heinrich nicht glücklich war und kinderlos blieb und auch die Tiroler Adeligen mit der Herrschaft der Luxemburger zunehmend unzufrieden waren, konnte sich Kaiser Ludwig (mit dem Zunamen „der Bayer“) durchsetzen und seinen Sohn, den Witwer Markgraf Ludwig von Brandenburg mit Margarethe verheiraten. Aufgrund der Tatsache, dass Margarethe bereits verheiratet war, trug diese Hochzeit Tirol jedoch einen schwerwiegenden Kirchenbann ein. In den darauf folgenden Rückeroberungsversuchen der Luxemburger spielte Engelmar von Vilanders eine unrühmliche Rolle, die den Niedergang der Herren von Vilanders einleitete.
Engelmar von Vilanders, der es in der Zwischenzeit zum Landeshauptmann gebracht hatte, glaubte nämlich aus den Fehden zwischen den Wittelsbachern und den Luxemburgern Kapital schlagen zu können. Sein mangelndes politisches Gespür wurde ihm jedoch zum Verhängnis. Zunächst führte er Verhandlungen mit den Luxemburgern und dem verbündeten Bischof von Trient bis an den Rand des Landesverrates, machte dann aber einen Rückzieher, als sich die Niederlage der Luxemburger abzeichnete. Anfang April 1347 schwor er dem Tiroler Landesfürsten wieder die Treue. Er erhielt zwar Vergebung, musste das Amt des Landeshauptmannes jedoch abgeben und verlor zahlreiche seiner Besitzungen. Nach den gescheiterten Waffenkämpfen, versuchten die Luxemburger  nun durch materielle Verlockungen den Tiroler Adel auf ihre Seite zu bringen. Die Herren von Vilanders konnten dem nicht widerstehen und ließen sich abermals auf Händel mit den Landesfeinden ein. Engelmar von Vilanders schloss zudem im Oktober 1347 mit dem Bischof von Trient einen Vertrag zur gegenseitigen Hilfe im Falle eines Angriffes.
Noch im Herbst 1347 führte Ludwig den entscheidenden Kampf gegen seine Feinde, besiegte den Bischof von Trient und rächte sich am ehemaligen Landeshauptmann Engelmar von Vilanders. Dieser wurde vor Gericht des Hochverrates schuldig gesprochen und zum Tode verurteilt. Anschließend wurde er vor der Burg seines Bruders enthauptet. Die von Vilanders verloren in der Folge den Großteil ihrer Besitzungen. Nur Ekkehard von Vilanders-Trostburg konnte wieder einigen politischen Einfluss erlangen, aber nicht verhindern, dass das einst so mächtige Geschlecht der Herren von Vilanders im Jahre 1547 endgültig erlosch.

## Politik

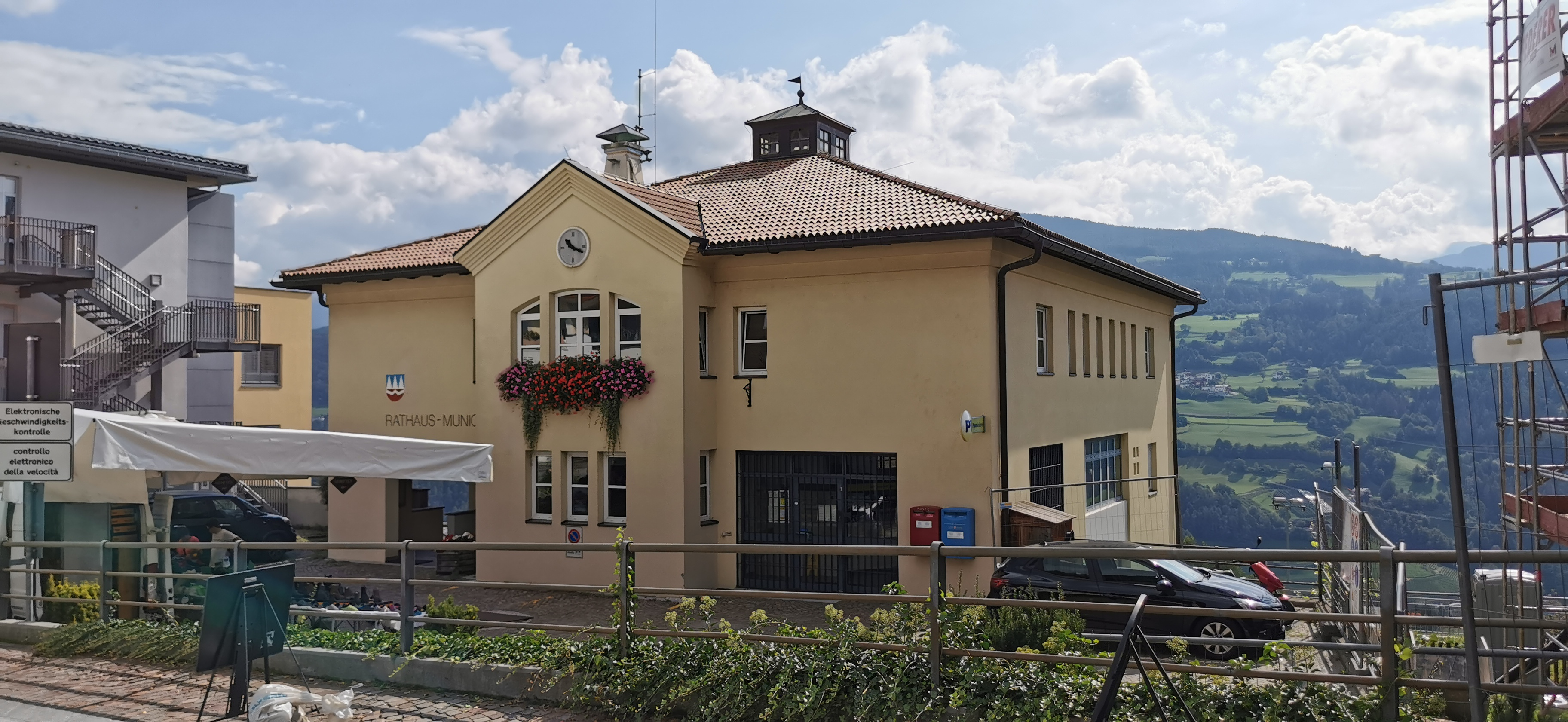
Rathaus

Bürgermeister seit 1952:
- Johann Rabensteiner: 1952–1956
- Johann Winkler: 1956–1974
- Sepp Kusstatscher: 1974–1985
- Johann Winkler: 1985–1990
- Josef Krapf: 1990–2010
- Walter Baumgartner: seit 2010

## Bevölkerung
Villanders ist gemäß den erhobenen Sprachgruppenzugehörigkeitserklärungen bzw. Sprachgruppenzuordnungserklärungen eine weitgehend deutschsprachige Gemeinde. Als Berechnungsgrundlage der folgenden Prozentwerte wurden die gültigen Erklärungen von Personen mit italienischer Staatsbürgerschaft herangezogen.
| Sprache     | 1981    | 1991    | 2001    | 2011    | 2024    |
| ----------- | ------- | ------- | ------- | ------- | ------- |
| Deutsch     | 99,52 % | 98,37 % | 98,29 % | 98,46 % | 98,71 % |
| Italienisch | 0,36 %  | 1,11 %  | 1,37 %  | 1,15 %  | 1,12 %  |
| Ladinisch   | 0,12 %  | 0,53 %  | 0,34 %  | 0,38 %  | 0,17 %  |

## Bildung
In der Gemeinde gibt es eine Grundschule für die deutsche Sprachgruppe.

## Kultur und Sehenswürdigkeiten
Villanders zählt zu den beliebtesten Urlaubs- und Erholungszielen des Eisacktals. Auch das traditionelle Törggelen ist weit verbreitet. Die Umgebung eignet gut zum Wandern, sowohl im Talbereich als auch auf der Alm.

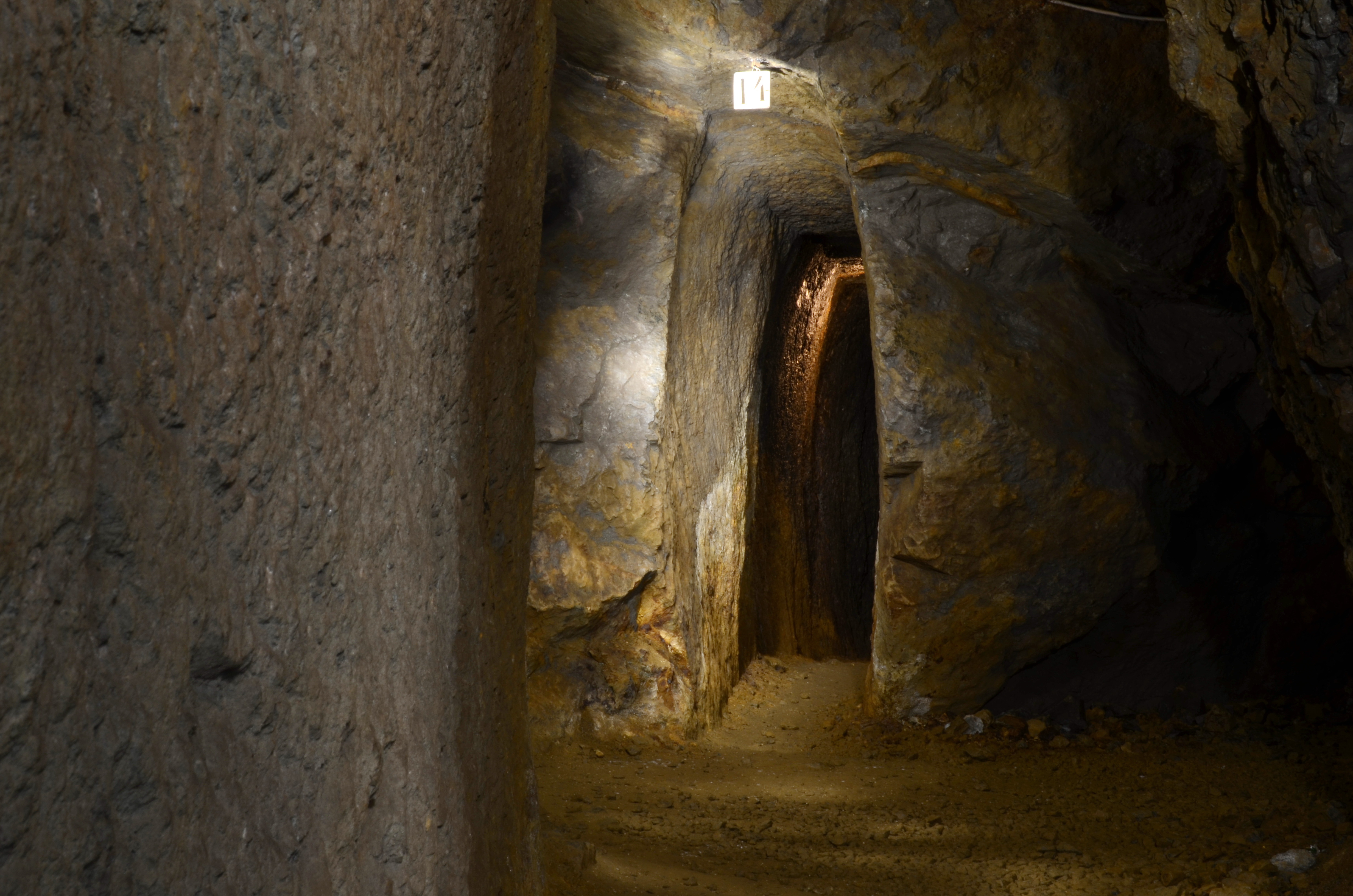
Handgeschlagener Seitenstollen vom Elisabeth-Stollen

Villanders ist außerdem berühmt wegen seines öffentlich zugänglichen Bergwerks. Das Bergwerk Villanders war im Mittelalter eines der bedeutendsten Bergabbaugebiete Tirols. Nach seiner Stilllegung Anfang des 20. Jahrhunderts geriet es in Vergessenheit.
Ebenso bekannt ist der Friedhof bei der Pfarrkirche St. Stephan mit seinen schmiedeeisernen, vom Grabhügel abgewandten Kreuzen.
Es existiert auch ein Dorfbuch, das sich in zwei Teile gliedert. Im ersten Teil sind eher wissenschaftliche Themen wie z. B. Ausgrabungen erklärt, der zweite Teil berührt volkskundliche und zeitgeschichtliche Themen.

## Persönlichkeiten
- Augustin Rabensteiner (1847–1920), österreichischer Benediktiner
- Alberich Rabensteiner (1875–1945), Zisterzienser und  Prior in Niederösterreich
- Hannes Rabensteiner (* 1984), Abgeordneter des Südtiroler Landtags, lebt in Villanders
- Josef Erlacher